# Torre del Rame

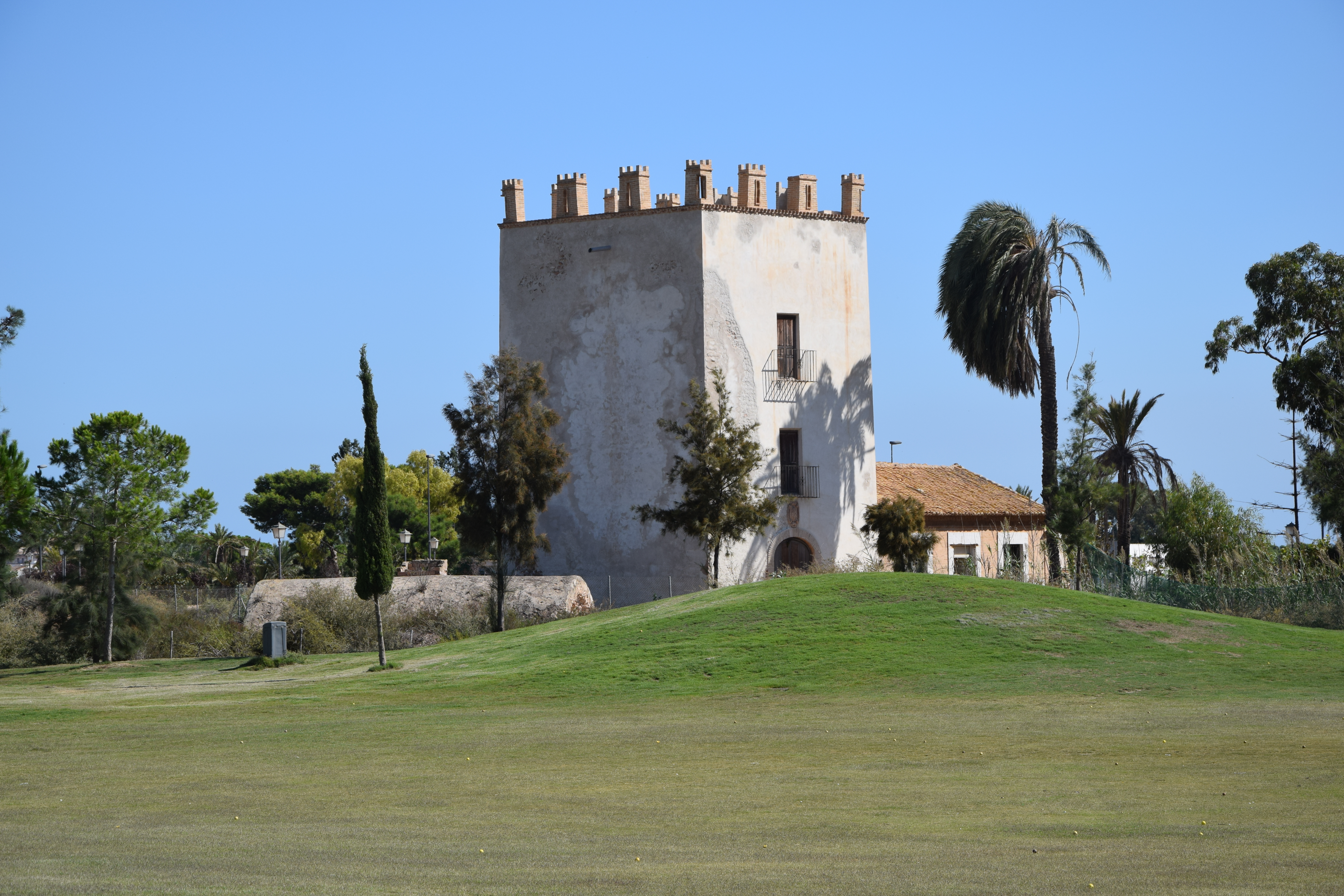
Torre del Rame

Der Torre del Rame ist ein historischer Wehrturm in der Region Murcia, Spanien, genauer in der Nähe der Ortschaft Los Alcázares, nahe dem Mar Menor. Er stammt aus der Zeit der maurischen Besetzung der iberischen Halbinsel und spielte eine wichtige Rolle im Verteidigungssystem entlang der Küste. Der Torre del Rame liegt etwa zwei Kilometer von der Küste des Mar Menor entfernt und gehört zur Gemeinde Los Alcázares. Die Umgebung des Turms besteht heute aus landwirtschaftlich genutzten Flächen sowie modernen Wohngebieten. Die Nähe zur Küste und zum Mar Menor macht den Torre del Rame zu einem beliebten Ausflugsziel für Besucher der Region.

## Geschichte
Der Torre del Rame wurde wahrscheinlich im 13. Jahrhundert während der Nasriden-Dynastie errichtet, als die maurische Herrschaft im südöstlichen Spanien noch stark war. Der Turm wurde als Teil eines Küstenverteidigungssystems gebaut, das die Küstenbewohner und Handelswege vor Angriffen der Berberpiraten und später vor christlichen Angriffen schützen sollte.
Nach der Rückeroberung (Reconquista) durch die Christen verlor der Turm allmählich seine militärische Bedeutung, blieb jedoch als Landmarke und Kontrollpunkt bestehen. Es wird vermutet, dass der Torre del Rame später auch als Aussichtspunkt genutzt wurde, um landwirtschaftliche Gebiete und Handelsrouten zu überwachen.
Im 16. Jahrhundert, als die Gefahr durch Piratenangriffe zunahm, erlebte der Turm eine Renaissance und wurde im Auftrag von König Philipp II. restauriert und verstärkt. Er war Teil einer größeren Verteidigungsstrategie, die mehrere Türme entlang der spanischen Mittelmeerküste umfasste.

## Architektur
Der Torre del Rame ist ein klassischer, rechteckiger Wehrturm mit festen Steinmauern, die aus lokalem Gestein gefertigt sind. Er hat eine Höhe von etwa 12 Metern und besteht aus mehreren Ebenen. Die Mauern sind dick und widerstandsfähig gegen Angriffe, was für militärische Bauten jener Zeit typisch ist. Der Zugang zum Turm erfolgte ursprünglich über eine Leiter, die bei Gefahr eingezogen werden konnte, um Eindringlingen den Zutritt zu erschweren.
Der Turm hat Schießscharten und eine erhöhte Plattform, von der aus Angriffe abgewehrt oder Signale über große Entfernungen hinweg übermittelt werden konnten. Einzigartig an der Architektur des Torre del Rame ist die Kombination aus maurischen und christlichen Baustilen, die die komplexe Geschichte der Region widerspiegeln.

## Nutzung
Nach seiner militärischen Nutzung im Mittelalter diente der Torre del Rame im 19. und frühen 20. Jahrhundert als landwirtschaftliches Lager und als Schutzraum für Hirten und Vieh. Durch die Nähe zum Mar Menor, einer wichtigen landwirtschaftlichen und Fischereiregion, war der Turm auch ein strategischer Punkt für die Kontrolle und Verwaltung der Umgebung.
Heute ist der Turm eine Touristenattraktion und ein Symbol der kulturellen und historischen Identität von Los Alcázares und der Region Murcia. Er steht unter Denkmalschutz und wird gelegentlich für kulturelle Veranstaltungen genutzt.

## Restaurierung und Erhaltung
Im 20. Jahrhundert wurde der Torre del Rame vernachlässigt und verfiel zunehmend. In den 1980er Jahren ergriff die regionale Regierung von Murcia Maßnahmen, um den Turm zu restaurieren und zu erhalten. Die Restaurierungsarbeiten konzentrierten sich auf die Stabilisierung der Mauern und die Rekonstruktion des oberen Bereichs, der durch die Jahrhunderte stark beschädigt worden war.
Heute (Stand 27. September 2024) ist der Turm in einem guten Erhaltungszustand und für die Öffentlichkeit zugänglich. Er ist ein beliebtes Ziel für Geschichtsinteressierte und Architekturliebhaber, die mehr über die maurische und christliche Vergangenheit der Region erfahren möchten.

## Kulturelle Bedeutung
Der Torre del Rame ist ein bedeutendes Beispiel für die Verteidigungsarchitektur des Mittelalters in der Region Murcia. Er repräsentiert die verschiedenen kulturellen Einflüsse, die die Region im Laufe der Jahrhunderte geprägt haben, insbesondere die Wechselwirkung zwischen maurischen und christlichen Herrschern.
Er wird oft als Symbol für den Widerstand der lokalen Bevölkerung gegen externe Bedrohungen interpretiert und steht heute als Denkmal für die wechselvolle Geschichte der Region.